# 叶集区
叶集区是安徽省六安市的市辖区，原叶集改革发展试验区，地处六安市西南部，北临霍邱县，南抵金寨县，东接裕安区，西交河南省固始县。区域总面积为562.45平方公里。

## 历史沿革
- 1993年经中共安徽省委、安徽省人民政府批准实施综合改革试点，并实行地区计划单列，叶集镇后又成为国家级综合改革试点镇。地理位置属于霍邱县，但是行政上与霍邱平级，并无隶属关系。1998年，中共安徽省委、安徽省人民政府、六安地委、六安行署批准设立叶集改革发展试验区，行使县级管理权限，直属于六安市，管辖范围扩大到孙岗、三元两乡，总面积320平方公里，总人口15.1万人。
- 2015年10月13日，《国务院关于同意安徽省铜陵市六安市安庆市调整部分行政区划的批复》（国函〔2015〕181号）：设立六安市叶集区，将霍邱县的叶集镇、三元镇、孙岗乡划归叶集区管辖，以叶集镇、三元镇、孙岗乡的行政区域为叶集区的行政区域，叶集区人民政府驻叶集镇花园路88号。
- 2016年6月30日，霍邱县洪集镇、姚李镇正式划入六安市叶集区，叶集区面积由此扩大，并与其它市辖区相连。

## 人口民族
據葉集區第七次全國人口普查結果，現將2020年11月1日零時全區常住人口的基本情況公佈如下：全區常住人口為216229人，與2010年第六次全國人口普查的212002人相比，增加4227人，增長1.99%，年均增長0.2%。

## 行政区划
叶集区下辖2个街道办事处、3个镇、1个乡：
史河街道、平岗街道、三元镇、洪集镇、姚李镇和孙岗乡。